# Virginia Zanuck
Dit overzicht is mogelijk incompleet; u kunt helpen door het uit te breiden.
Victoria Zanuck, geboren als Victoria Fox (2 april 1902 - 14 oktober 1982) was een Schots actrice.

## Levensloop en carrière
Zanuck acteerde tijdens de stomme filmperiode. Ze verscheen voor het eerst in een film in 1915. In 1920 verscheen ze in Neighbors naast Buster Keaton. In 1921 speelde ze in nog twee films met Keaton. 
Ze huwde in 1924 met Darryl F. Zanuck en kregen drie kinderen. Ze waren getrouwd tot aan zijn dood in 1979. Zijzelf overleed in 1982 op 80-jarige leeftijd. Ze werd, net als haar man, begraven op Westwood Village Memorial Park Cemetery.